# Vallangoujard
Vallangoujard est une commune française située dans le département du Val-d'Oise, en région Île-de-France.
Ses habitants sont appelés les Vallangoujardois(es).

## Géographie

### Description
Vallangoujard est un village périurbain du Vexin français, situé à 45 km au nord de Paris par l'autoroute A15 et l'ex-route nationale 327 (devenue RD 927), et est situé dans un vallon parcouru par le Sausseron, petit ruisseau du Vexin français.
Le village est situé dans le parc naturel régional du Vexin français.

### Communes limitrophes
| Theuville   | Menouville    |                     |
| Épiais-Rhus | Vallangoujard | Labbeville          |
|             | Livilliers    | Hérouville-en-Vexin |

### Hydrographie

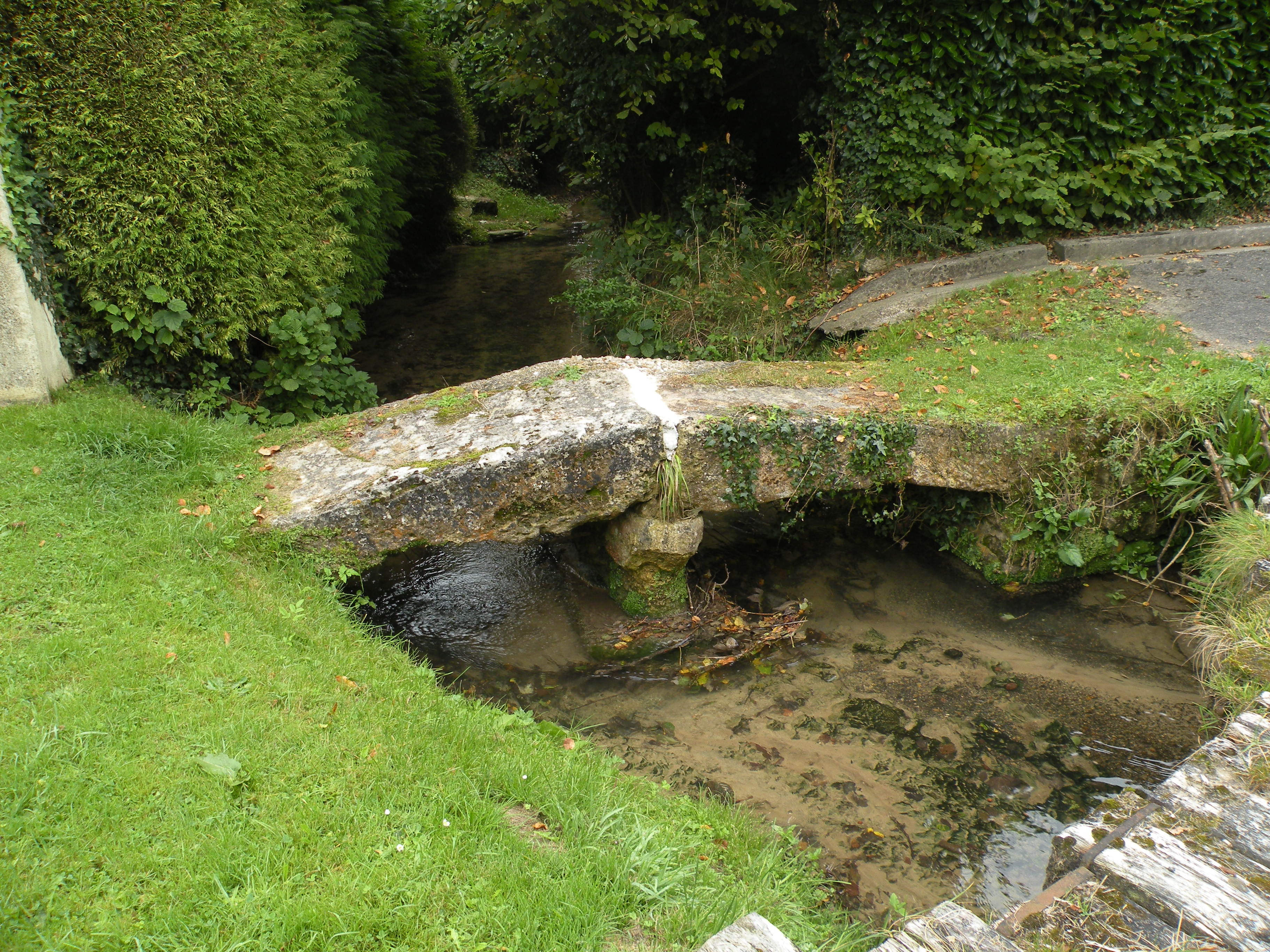
Le Pont de Pierre, sur le Ru de Theuville.

La commune est drainée par le Ru de Theuville et le Sausseron, qui confluent au Nord-Est du territoire. Le Sausseron est 
un affluent de la Seine par l'Oise.

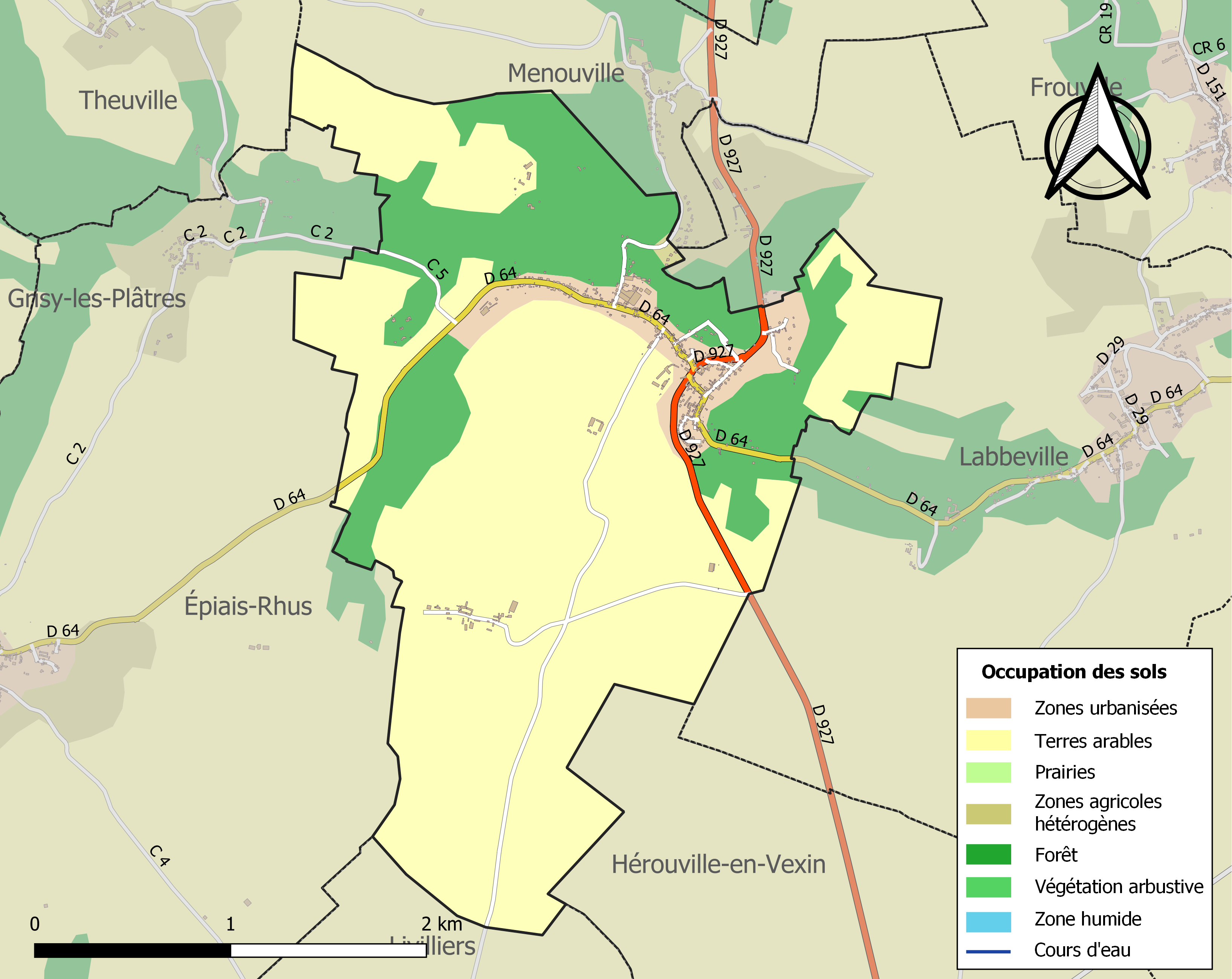
Occupation des sols

Plusieurs étangs se trouvent sur le territoire de Vallangoujard. Un ancien lavoir est alimenté par le Sausseron.

### Climat
Pour des articles plus généraux, voir Climat de l'Île-de-France et Climat du Val-d'Oise.
En 2010, le climat de la commune est de type climat océanique dégradé des plaines du Centre et du Nord, selon une étude du CNRS s'appuyant sur une série de données couvrant la période 1971-2000. En 2020, Météo-France publie une typologie des climats de la France métropolitaine dans laquelle la commune est exposée à un climat océanique et est dans la région climatique  Sud-ouest du bassin Parisien, caractérisée par une faible pluviométrie, notamment au printemps (120 à 150 mm) et un hiver froid (3,5 °C). 
Pour la période 1971-2000, la température annuelle moyenne est de 11,3 °C, avec une amplitude thermique annuelle de 15,1 °C. Le cumul annuel moyen de précipitations est de 692 mm, avec 10,7 jours de précipitations en janvier et 7,7 jours en juillet. Pour la période 1991-2020, la température moyenne annuelle observée sur la station météorologique la plus proche, située sur la commune de Boissy-l'Aillerie à 10 km à vol d'oiseau, est de 11,2 °C et le cumul annuel moyen de précipitations est de 635,8 mm,. Pour l'avenir, les paramètres climatiques de la commune estimés pour 2050 selon différents scénarios d'émission de gaz à effet de serre sont consultables sur un site dédié publié par Météo-France en novembre 2022.

## Urbanisme

### Typologie
Au 1er janvier 2024, Vallangoujard est catégorisée commune rurale à habitat dispersé, selon la nouvelle grille communale de densité à sept niveaux définie par l'Insee en 2022.
Elle est située hors unité urbaine. Par ailleurs la commune fait partie de l'aire d'attraction de Paris, dont elle est une commune de la couronne,. Cette aire regroupe 1 929 communes,.

### Voies de communication et transports
La commune est desservie depuis 2023, par la ligne 603 du réseau interurbain de l'Oise et par les lignes 95-05, 95-06 et 95-31 du réseau de bus du Vexin.

## Toponymie
Vallis-Angojart en 1165, Vallis Engeugeart en 1194.
Le nom du village provient de l'anthroponyme germanique Ingelgardis et du latin vallem, vallée.[réf. nécessaire]

## Histoire
La commune fut  desservie de 1886 à 1949 par la ligne de chemin de fer secondaire à voie métrique Valmondois - Marines.
Au début de la Première Guerre mondiale, après la bataille de Senlis, des éclaireurs uhlans allemands sont signalés à Vallangoujard

## Politique et administration
| Période                                  | Période                         | Identité    | Étiquette                   | Qualité |
| ---------------------------------------- | ------------------------------- | ----------- | --------------------------- | --- |
| Les données manquantes sont à compléter. |                                 |             |                             | |
| mars 1983                                | En cours (au 15 septembre 2020) | Marc Giroud | DVD puis UMP → LR puis LREM | Médecin, fondateur du SAMU-95 Président de la CC Sausseron Impressionnistes (2008 → 2020) Député suppléant de Philippe Houillon ( ? → 2017) Président du SM du PNR du Vexin français (2013 → 2020) Réélu pour le mandat 2020-2026, |

## Population et société

### Démographie
L'évolution du nombre d'habitants est connue à travers les recensements de la population effectués dans la commune depuis 1793. Pour les communes de moins de 10 000 habitants, une enquête de recensement portant sur toute la population est réalisée tous les cinq ans, les populations de référence des années intermédiaires étant quant à elles estimées par interpolation ou extrapolation. Pour la commune, le premier recensement exhaustif entrant dans le cadre du nouveau dispositif a été réalisé en 2007.

En 2022, la commune comptait 616 habitants, en évolution de −0,65 % par rapport à 2016 (Val-d'Oise : +4 %, France hors Mayotte : +2,11 %).
| 1793 | 1800 | 1806 | 1821 | 1831 | 1836 | 1841 | 1846 | 1851 |
| ---- | ---- | ---- | ---- | ---- | ---- | ---- | ---- | ---- |
| 265  | 260  | 301  | 264  | 320  | 320  | 389  | 361  | 379  |

| 1856 | 1861 | 1866 | 1872 | 1876 | 1881 | 1886 | 1891 | 1896 |
| ---- | ---- | ---- | ---- | ---- | ---- | ---- | ---- | ---- |
| 333  | 323  | 360  | 403  | 407  | 397  | 406  | 371  | 367  |

| 1901 | 1906 | 1911 | 1921 | 1926 | 1931 | 1936 | 1946 | 1954 |
| ---- | ---- | ---- | ---- | ---- | ---- | ---- | ---- | ---- |
| 352  | 315  | 334  | 280  | 280  | 295  | 242  | 258  | 313  |

| 1962 | 1968 | 1975 | 1982 | 1990 | 1999 | 2006 | 2007 | 2012 |
| ---- | ---- | ---- | ---- | ---- | ---- | ---- | ---- | ---- |
| 332  | 334  | 365  | 507  | 564  | 635  | 651  | 653  | 633  |

| 2017 | 2022 | - | - | - | - | - | - | - |
| ---- | ---- | - | - | - | - | - | - | - |
| 612  | 616  | - | - | - | - | - | - | - |

### Enseignement
Les enfants de la commune sont scolarisés au sein de l'école Grangeon, dont l'extension dans le corps d'une ancienne ferme est prévue en 2020.
En 2019 l'école, qui accueille également des enfants de Labbeville, Menouville et Theuville, compte  90 enfants répartis dans 4 classes de double niveau.

## Économie
L'économie locale était dominée depuis le 12 juin 1956 par la présence d'une usine de l'industrie agro-alimentaire, "Les Salaisons du Vexin" devenue ensuite "Henri Antoine Salaisons," avec encore 90 employés dans les derniers mois avant sa fermeture en juillet 2010. Le site de l'usine rue de Marines / rue du Moulin sera fermé définitivement, et ses fabrications seront transférées dans l'usine du groupe Alimentaire CCA rachetée en 1998 par Nicole Piffaud, située à Goussainville, devenue ensuite la "Financière Turenne Lafayette", toujours dirigée par Nicole Piffaud . Avec le départ de cette usine, la commune de Vallangoujard a perdu 200 000 € de taxe professionnelle. L'agriculture restera malgré tout un moteur de l'économie locale avec, entre autres, deux entreprises de maraîchage.

## Culture locale et patrimoine

### Lieux et monuments
Vallangoujard compte trois monuments historiques sur son territoire, dont un partagé avec la commune limitrophe d'Épiais-Rhus.

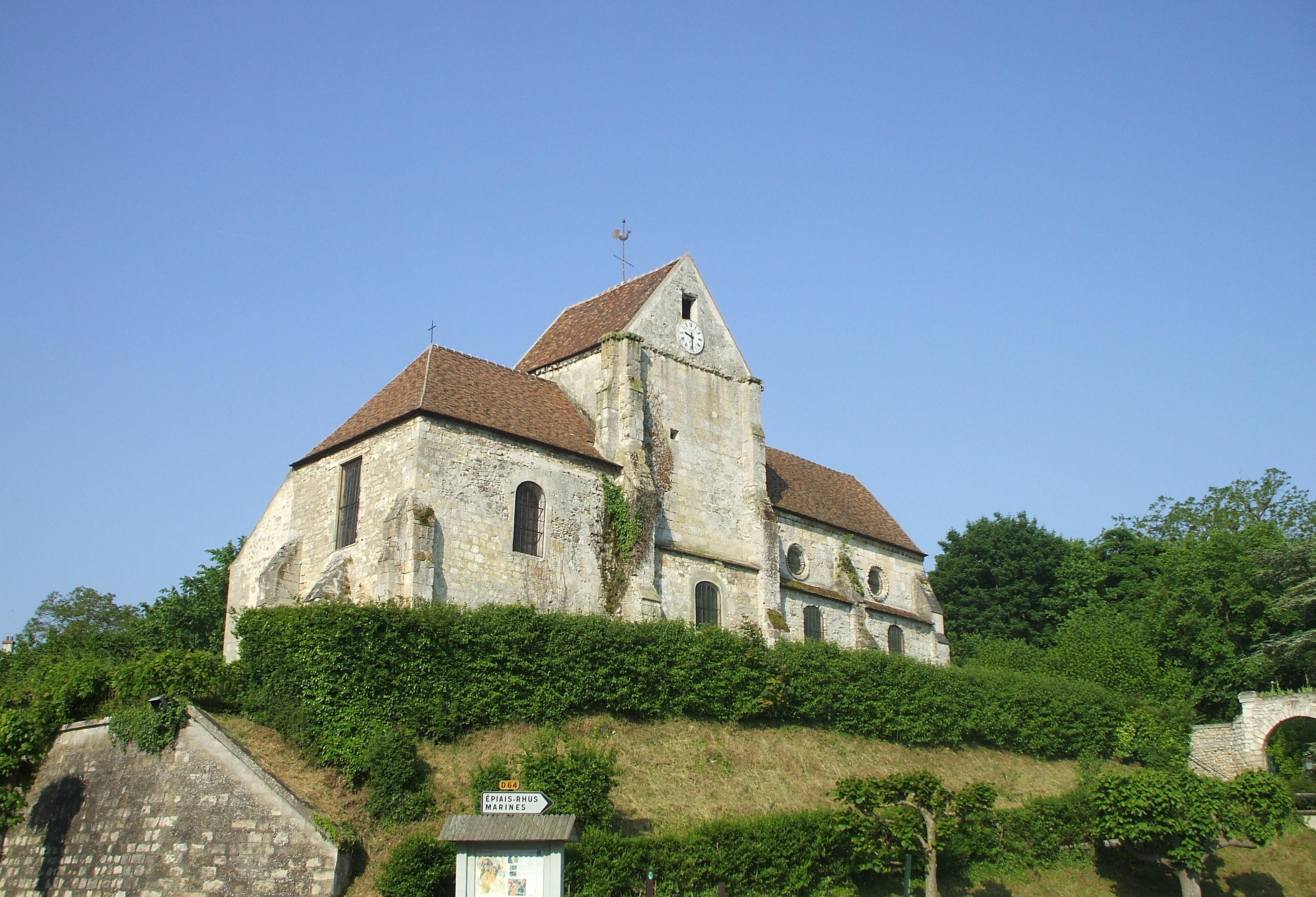
L'église

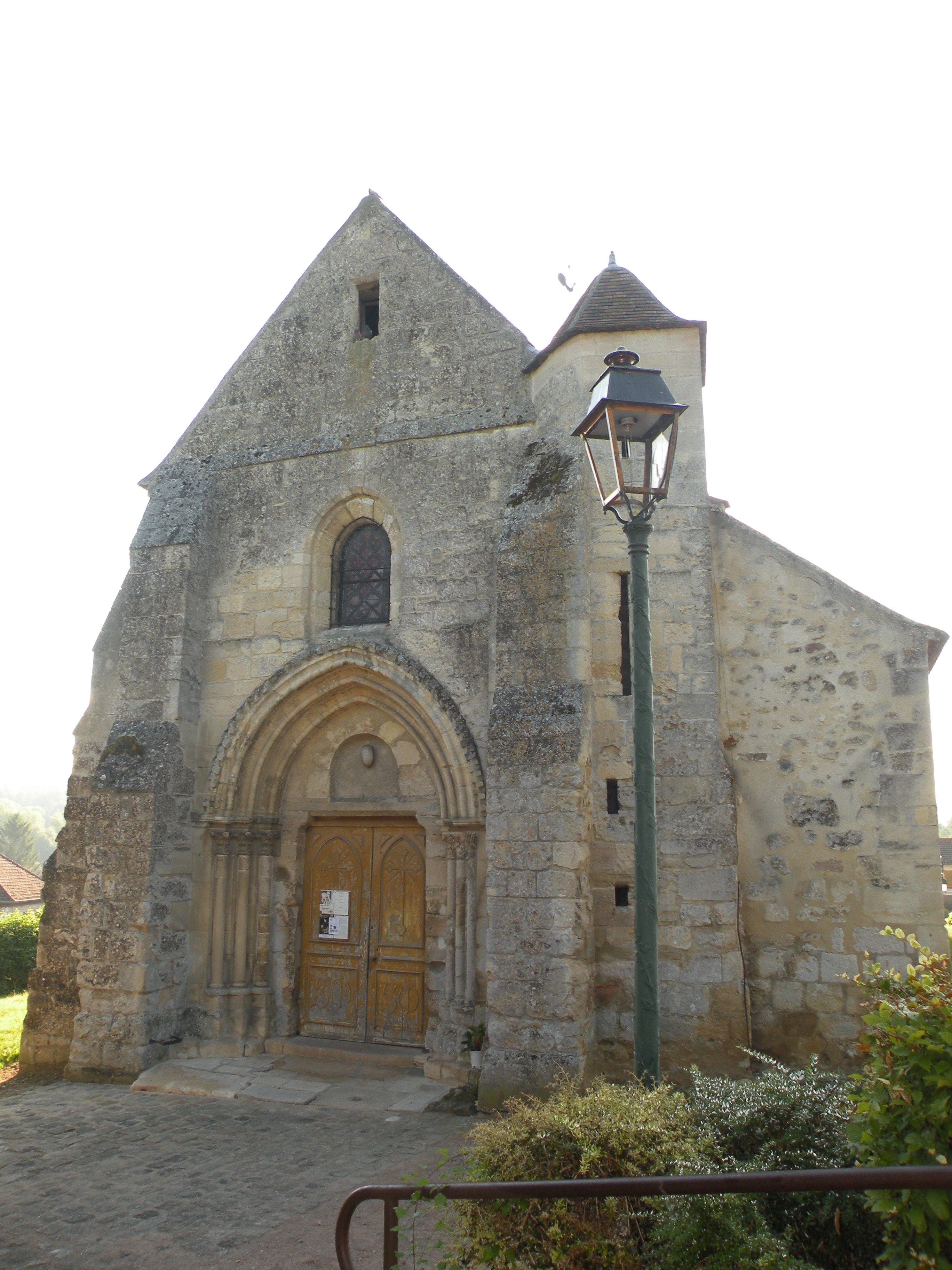
Église, façade occidentale.

- Église Saint-Martin (classée monument historique par arrêté du 2 avril 1915, sans le bas-côté sud et la sacristie[28]) : Cette église orientée nord-ouest - sud-est se situe sur un promontoire, avec la façade principale tournée vers un coteau. Elle est certainement incomplète et offre une image peu harmonieuse depuis l'extérieur, alors que l'intérieur est très remarquable. Le petit édifice se compose d'une nef de seulement deux travées du XIIIe siècle ; d'une base du clocher ; d'un chœur carré à chevet plat du XIIe siècle et d'un bas-côté sud-ouest du XVIIIe siècle, prolongé par une sacristie le long du chœur. Ces deux dernières parties sont exclues du classement. Étant donné la physionomie de la nef qui comporte des arcades et des fenêtres hautes sous la forme d'oculi des deux côtés, il est probable qu'elle possédait initialement deux bas-côtés, et que la base du clocher fut la croisée du transept flanquée de deux croisillons faisant suite aux bas-côtés. Du côté nord-est, le mur gouttereau de la nef présente effectivement un glacis couvert de tuiles à mi-hauteur, pouvant être interprété comme vestige du bas-côté. De plus, dans le bas-côté et dans la partie basse du mur de la nef lui faisant face, les fenêtres sans style, tantôt en anse de panier, tantôt en cintre, sont les mêmes. Le toit en appentis du bas-côté obstrue les oculi de la nef de ce côté. Le clocher central en bâtière ne comporte pas d'étage de beffroi et de baies abat-son, mais uniquement de petites ouvertures rectangulaires dans les pignons, et le toit est curieusement perpendiculaire à celui de la nef. La façade principale nord-ouest représente en tout cas une intéressante illustration de l'architecture gothique en milieu rural. Son portail à triple archivolte ogivale surmontée d'un cordon de billettes est cantonné de colonnettes à chapiteaux. Une tourelle d'escalier carrée fait saillie devant la façade, à droite. À l'intérieur, les nervures des voûtes d'ogives, les doubleaux et les formerets retombent sur des colonnettes qui montent directement depuis le sol. Les grandes arcades portant les murs gouttereaux de la nef sont en tiers-point et reposent sur de grosses colonnes moyennant de beaux chapiteaux à crochets. Le bas-côté du XVIIIe siècle n'est pas voûté[29],[30].

- Site archéologique gallo-romain au lieu-dit la Garenne (classé monument historique par arrêté du 13 novembre 1967[31]) : Ce site de 3 500 m2 est un terrain privé refermant différents vestiges au sol.
- Site archéologique gallo-romain au lieu-dit la Vallée de Cresnes (inscrit monument historique par arrêté du 25 mars 1983[32]) : Ce site appartient à l'État et fait partie d'un groupe de plusieurs sites, dont les autres sont situés sur la commune voisine d'Épiais-Rhus.

On peut également signaler : 

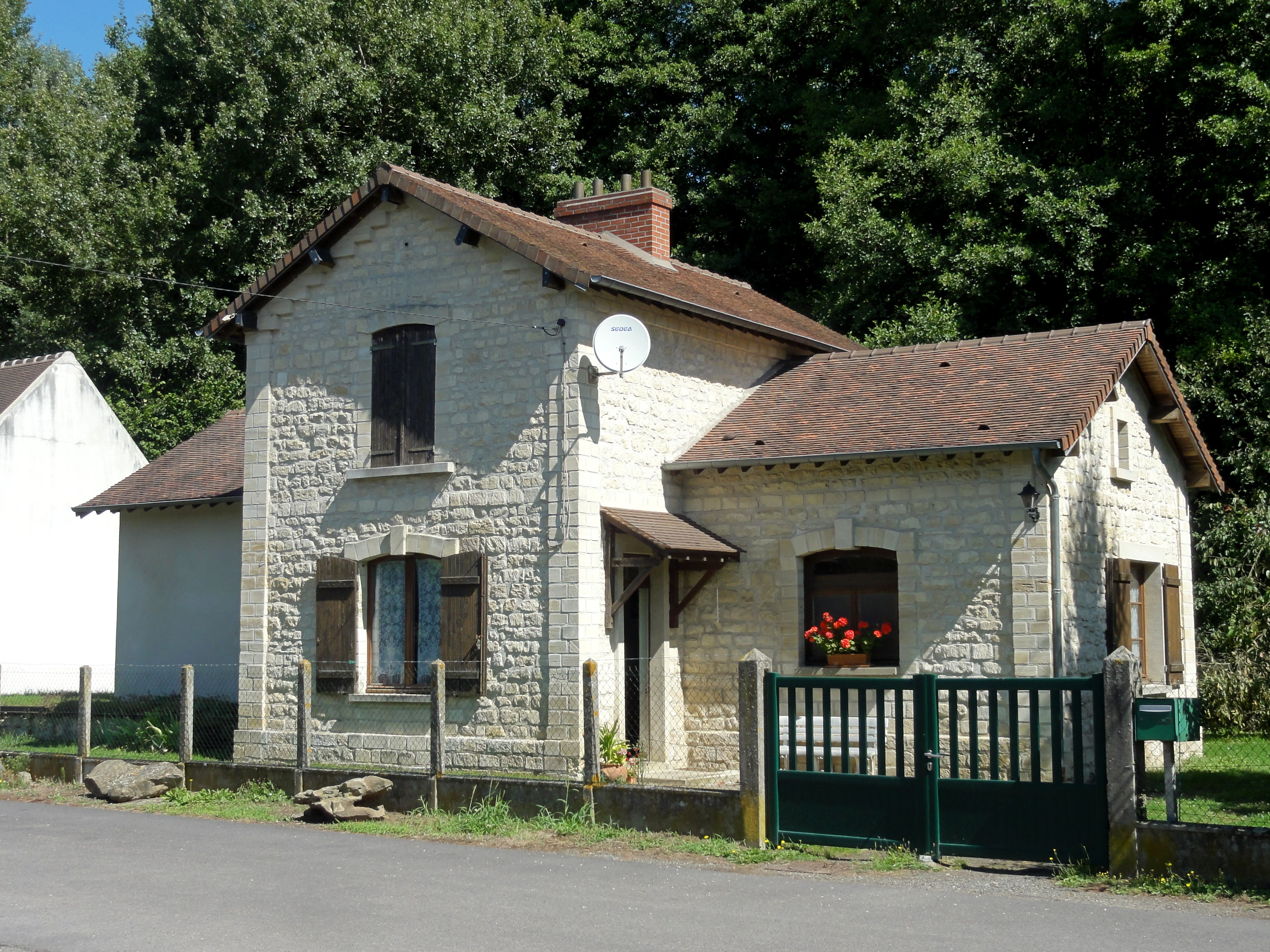
Ancienne gare.

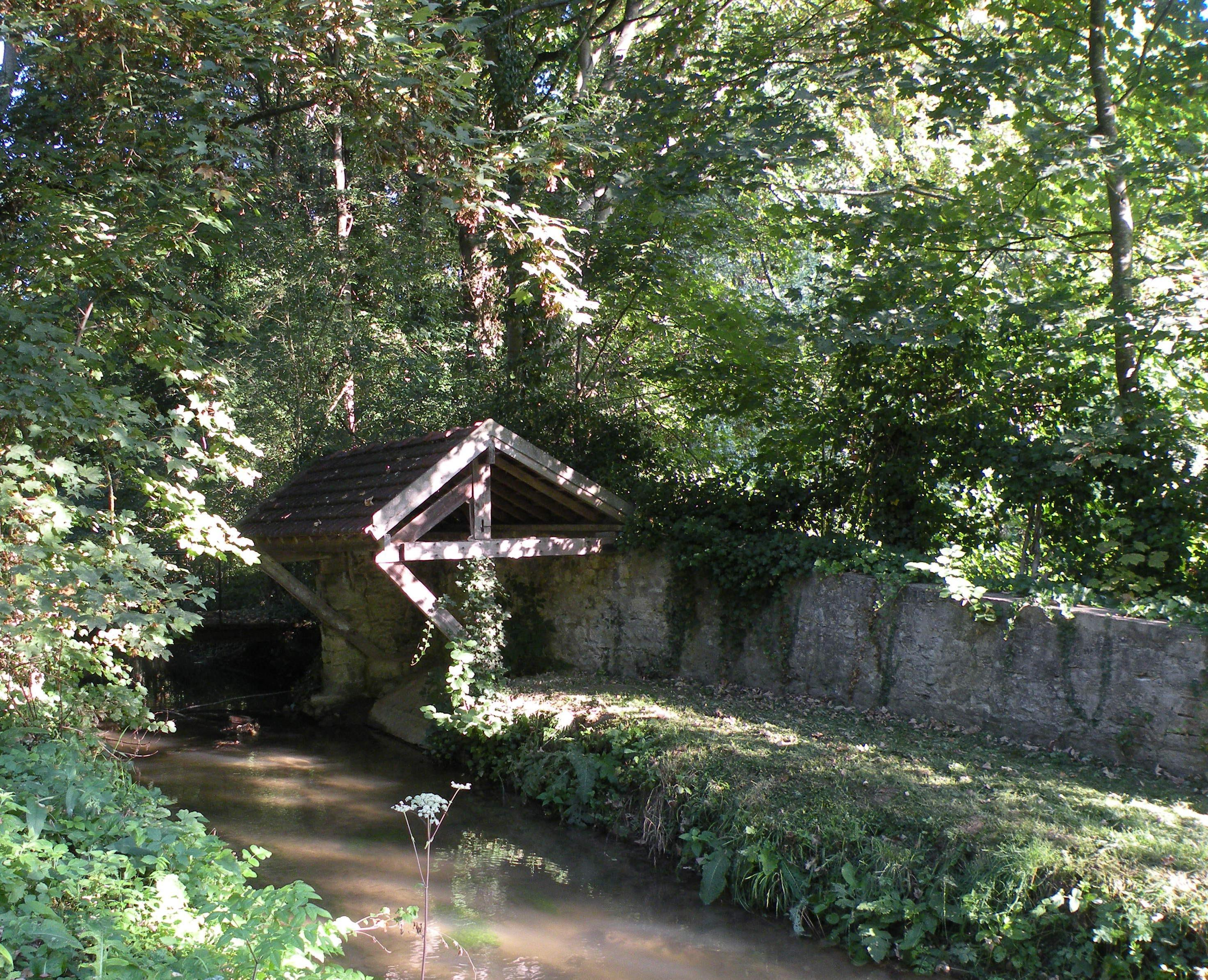
Lavoir du pont de l'Arche.

- Ancienne gare, rue Verte : Ce fut la principale station intermédiaire sur la ligne de Valmondois à Marines, à voie métrique, et sert de maison d'habitation depuis la fermeture de la ligne.
- Lavoir du pont de l'Arche : Ce petit lavoir couvert est établi sur le Sausseron et est délimité de deux côtés par la muraille de clôture d'une propriété. C'est sur cette muraille que prend appui la charpente du toit, qui n'a donc besoin que d'un unique pilier en bois.
- Pont sur le ru de Theuville, au bout du chemin du Pont de pierre : Il se compose de deux dalles de pierre disposés sur de bas piliers en pierre taillé. En raison de son aspect archaïque et des nombreux vestiges gallo-romains présents dans les environs, la tradition orale en fait un pont de l'époque gallo-romaine. Bien que des preuves archéologiques n'existent pas, cette hypothèse n'est pas exclue, d'autant plus que l'un des sites fouillés pendant les années 1950 est desservi par le pont[33].
- Maison des Champs : Cette maison fut la résidence de Georges Friedmann à partir de 1948 jusqu'à sa mort, et il y rédigea la plus grande partie de son œuvre[33].
- Ferme du Manoir : Elle conserve encore un vestige d'architecture médiévale, à savoir le mur-pignon d'une grange, à contrefort central, pouvant dater du XIIIe siècle. Les autres bâtiments ont été rebâtis au XVIIIe siècle, et le manoir ne subsiste que dans le nom de la ferme[34].
- Ferme de l'hôtel-Dieu de Pontoise, au hameau de Mézières, 4 rue Vaillant : Bien que possession de l'hôtel-Dieu dès le XIIIe siècle, les bâtiments de la ferme actuelle ne remontent pas plus loin que le XVIIIe siècle. La porte charretière est surmontée d'une intéressante niche à statue[35].

### Personnalités liées à la commune
- Jean Dréville (1906-1997), réalisateur français, y a vécu l'essentiel de sa vie, y a tourné trois de ses films (Retour à la vie (sketch : Histoire de Louis), "L'Encyclopédie filmée : Absence" (court métrage de 1951) et À pied, à cheval et en spoutnik (1958)), y est décédé et repose dans le cimetière de la commune.
- Walter Kapps (1907-1975), réalisateur français, y a vécu et y est enterré.